# Парекаттил, Иосиф
Мар Иосиф Парекаттил (англ. Joseph Parecattil, малаял. ജോസഫ് പാറേക്കാട്ടിൽ; 1 апреля 1912, Киндагур — 20 февраля 1987, Кочин) — индийский кардинал, глава Сиро-малабарской католической церкви. Титулярный епископ Аретуза-пер-и-Сири и вспомогательный епископ Эрнакулама с 28 октября 1953 по 20 января 1956. Апостольский администратор Эрнакулама Сиро-малабарской Церкви с 20 января по 20 июля 1956. Архиепископ Эрнакулама Сиро-малабарской Церкви с 20 июля 1956 по 30 января 1984. Кардинал-священник с титулом церкви Санта-Мария-Реджина-Пачис-а-Монте-Верде с 28 апреля 1969.